# Boissy-l'Aillerie
Boissy-l'Aillerie é uma comuna francesa na região administrativa da Ilha de França, no departamento do Vale do Oise. Estende-se por uma área de 6.53 km². Em 2010 a comuna tinha 1 869 habitantes (densidade: 286,2 hab./km²).